# Levinsenia gracilis
Levinsenia gracilis is een borstelworm uit de familie Paraonidae. De wetenschappelijke naam van de soort werd in 1879 als Aonides gracilis gepubliceerd door Paul Tauber.